# USA vid världsmästerskapen i simsport 2022
USA tävlade vid världsmästerskapen i simsport 2022 i Budapest i Ungern mellan den 17 juni och 3 juli 2022. USA hade en trupp på 101 idrottare som tog 18 guld, 14 silver och 17 brons.

## Medaljörer
| Medalj | Namn | Sport      | Gren                                | Datum   |
| ------ | --- | ---------- | ----------------------------------- | ------- |
| Guld   | Katie Ledecky | Simning    | Damernas 400 meter frisim           | 18 juni |
| Guld   | Hunter Armstrong* Brooks Curry Caeleb Dressel Ryan Held Justin Ress | Simning    | Herrarnas 4 × 100 meter frisim      | 18 juni |
| Guld   | Torri Huske | Simning    | Damernas 100 meter fjärilsim        | 19 juni |
| Guld   | Caeleb Dressel | Simning    | Herrarnas 50 meter fjärilsim        | 19 juni |
| Guld   | Alex Walsh | Simning    | Damernas 200 meter medley           | 19 juni |
| Guld   | Katie Ledecky | Simning    | Damernas 1 500 meter frisim         | 20 juni |
| Guld   | Regan Smith | Simning    | Damernas 100 meter ryggsim          | 20 juni |
| Guld   | Robert Finke | Simning    | Herrarnas 800 meter frisim          | 21 juni |
| Guld   | Nic Fink | Simning    | Herrarnas 50 meter bröstsim         | 21 juni |
| Guld   | Michael Andrew* Hunter Armstrong Erika Brown* Claire Curzan Nic Fink Torri Huske Lilly King* Ryan Murphy* | Simning    | 4 × 100 meter mixad medley          | 21 juni |
| Guld   | Hali Flickinger* Katie Ledecky Bella Sims Leah Smith Alex Walsh* Claire Weinstein | Simning    | Damernas 4 × 200 meter frisim       | 22 juni |
| Guld   | Lilly King | Simning    | Damernas 200 meter bröstsim         | 23 juni |
| Guld   | Ryan Murphy | Simning    | Herrarnas 200 meter ryggsim         | 23 juni |
| Guld   | Coby Carrozza* Carson Foster Trey Freeman* Trenton Julian Drew Kibler Kieran Smith | Simning    | Herrarnas 4 × 200 meter frisim      | 23 juni |
| Guld   | Katie Ledecky | Simning    | Damernas 800 meter frisim           | 24 juni |
| Guld   | Justin Ress | Simning    | Herrarnas 50 meter ryggsim          | 25 juni |
| Guld   | Erika Brown* Claire Curzan Lilly King Natalie Hinds* Torri Huske Regan Smith Alex Walsh* Rhyan White* | Simning    | Damernas 4 × 100 meter medley       | 25 juni |
| Guld   | USA:s damlandslag i vattenpolo- Rachel Fattal - Kaleigh Gilchrist - Stephania Haralabidis - Ashleigh Johnson - Ava Johnson - Amanda Longan - Denise Mammolito - Maddie Musselman - Ryann Neushul - Tara Prentice - Jordan Raney - Maggie Steffens - Bayley Weber | Vattenpolo | Damernas turnering                  | 2 juli  |
| Silver | Carson Foster | Simning    | Herrarnas 400 meter medley          | 18 juni |
| Silver | Katie Grimes | Simning    | Damernas 1 500 meter frisim         | 20 juni |
| Silver | Ryan Murphy | Simning    | Herrarnas 100 meter ryggsim         | 20 juni |
| Silver | Hali Flickinger | Simning    | Damernas 200 meter fjärilsim        | 22 juni |
| Silver | Katharine Berkoff | Simning    | Damernas 50 meter ryggsim           | 22 juni |
| Silver | Carson Foster | Simning    | Herrarnas 200 meter medley          | 22 juni |
| Silver | Michael Andrew | Simning    | Herrarnas 50 meter frisim           | 24 juni |
| Silver | Phoebe Bacon | Simning    | Damernas 200 meter ryggsim          | 24 juni |
| Silver | Hunter Armstrong | Simning    | Herrarnas 50 meter ryggsim          | 25 juni |
| Silver | Robert Finke | Simning    | Herrarnas 1 500 meter frisim        | 25 juni |
| Silver | Katie Grimes | Simning    | Damernas 400 meter medley           | 25 juni |
| Silver | Michael Andrew Hunter Armstrong* Brooks Curry* Nic Fink Ryan Held Trenton Julian* Ryan Murphy | Simning    | Herrarnas 4 × 100 meter medley      | 25 juni |
| Silver | Sarah Bacon | Simhopp    | Damernas 1 meter svikt              | 29 juni |
| Silver | Delaney Schnell Katrina Young | Simhopp    | Damernas parhopp 10 meter plattform | 30 juni |
| Brons  | Chase Kalisz | Simning    | Herrarnas 400 meter medley          | 18 juni |
| Brons  | Leah Smith | Simning    | Damernas 400 meter frisim           | 18 juni |
| Brons  | Erika Brown Mallory Comerford* Claire Curzan Kate Douglass Natalie Hinds* Torri Huske | Simning    | Damernas 4 × 100 meter frisim       | 18 juni |
| Brons  | Nic Fink | Simning    | Herrarnas 100 meter bröstsim        | 19 juni |
| Brons  | Michael Andrew | Simning    | Herrarnas 50 meter fjärilsim        | 19 juni |
| Brons  | Leah Hayes | Simning    | Damernas 200 meter medley           | 19 juni |
| Brons  | Claire Curzan | Simning    | Damernas 100 meter ryggsim          | 20 juni |
| Brons  | Hunter Armstrong | Simning    | Herrarnas 100 meter ryggsim         | 20 juni |
| Brons  | Michael Andrew | Simning    | Herrarnas 50 meter bröstsim         | 21 juni |
| Brons  | Torri Huske | Simning    | Damernas 100 meter frisim           | 23 juni |
| Brons  | Kate Douglass | Simning    | Damernas 200 meter bröstsim         | 23 juni |
| Brons  | Shaine Casas | Simning    | Herrarnas 200 meter ryggsim         | 23 juni |
| Brons  | Rhyan White | Simning    | Damernas 200 meter ryggsim          | 24 juni |
| Brons  | Erika Brown* Brooks Curry Claire Curzan Kate Douglass* Ryan Held Torri Huske Drew Kibler* | Simning    | 4 × 100 meter mixad frisim          | 24 juni |
| Brons  | Erika Brown | Simning    | Damernas 50 meter frisim            | 25 juni |
| Brons  | Emma Weyant | Simning    | Damernas 400 meter medley           | 25 juni |
| Brons  | Delaney Schnell Carson Tyler | Simhopp    | Mixat parhopp 10 meter plattform    | 1 juli  |

## Konstsim
Damer
| Idrottare | Gren                  | Försöksheat | Försöksheat | Final   | Final     |
| Idrottare | Gren                  | Poäng       | Placering   | Poäng   | Placering |
| --- | --------------------- | ----------- | ----------- | ------- | --------- |
| Anita Alvarez | Tekniskt program solo | 85,4685     | 6 Q         | 86,2807 | 6         |
| Anita Alvarez | Fritt program solo    | 87,6333     | 7 Q         | 87,6333 | 7         |
| Anita Alvarez Megumi Field | Tekniskt program par  | 85,5281     | 8 Q         | 86,4262 | 7         |
| Megumi Field Natalia Vega | Fritt program par     | 86,6667     | 9 Q         | 87,0000 | 9         |
| Yujin Chang Jaime Czarkowksi Elizabeth Davidson Ivy Davis Megumi Field Keana Hunter Dani Ramirez Natalia Vega                            | Tekniskt program lag  | 85,6085     | 6 Q         | 86,9907 | 6         |
| Anita Alvarez Jaime Czarkowksi Elizabeth Davidson Ivy Davis Megumi Field Keana Hunter Dani Ramirez Natalia Vega                          | Fritt program lag     | 88,3000     | 8 Q         | 87,4667 | 9         |
| Elisa Brunel Yujin Chang Claudia Coletti Jaime Czarkowksi Elizabeth Davidson Ivy Davis Emily Ding Keana Hunter Dani Ramirez Natalia Vega | Highlight             | 87,5000     | 6 Q         | 87,8667 | 5         |

Mix
| Idrottare                    | Gren                 | Försöksheat | Försöksheat | Final   | Final     |
| Idrottare                    | Gren                 | Poäng       | Placering   | Poäng   | Placering |
| ---------------------------- | -------------------- | ----------- | ----------- | ------- | --------- |
| Claudia Coletti Kenny Gaudet | Tekniskt program par | 82,0709     | 5 Q         | 82,8966 | 5         |
| Claudia Coletti Kenny Gaudet | Fritt program par    | 83,6000     | 5 Q         | 85,2000 | 5         |

## Simhopp
Den 19 maj 2022 blev 16 simhoppare uttagna i USA:s VM-trupp.
Herrar
| Idrottare                   | Gren                   | Försöksheat | Försöksheat | Semifinal        | Semifinal        | Final            | Final            |
| Idrottare                   | Gren                   | Poäng       | Placering   | Poäng            | Placering        | Poäng            | Placering        |
| --------------------------- | ---------------------- | ----------- | ----------- | ---------------- | ---------------- | ---------------- | ---------------- |
| Zach Cooper                 | 10 m plattform         | 382,45      | 11 Q        | 373,05           | 13               | Gick inte vidare | Gick inte vidare |
| Tyler Downs                 | 3 m svikt              | 362,55      | 20          | Gick inte vidare | Gick inte vidare | Gick inte vidare | Gick inte vidare |
| Tyler Downs                 | 1 m svikt              | 367,40      | 4 Q         | —                | —                | 293,10           | 12               |
| Joshua Hedberg              | 10 m plattform         | 429,15      | 5 Q         | 388,60           | 11 Q             | 375,10           | 11               |
| Jordan Rzepka               | 1 m svikt              | 365,80      | 6 Q         | —                | —                | 372,05           | 6                |
| Carson Tyler                | 3 m svikt              | 346,75      | 31          | Gick inte vidare | Gick inte vidare | Gick inte vidare | Gick inte vidare |
| Tyler Downs Quinn Henninger | Parhopp 3 m svikt      | 299,43      | 15          | —                | —                | Gick inte vidare | Gick inte vidare |
| Zach Cooper Max Flory       | Parhopp 10 m plattform | 328,38      | 10 Q        | —                | —                | 358,17           | 8                |

Damer
| Idrottare                     | Gren                   | Försöksheat | Försöksheat | Semifinal | Semifinal | Final            | Final            |
| Idrottare                     | Gren                   | Poäng       | Placering   | Poäng     | Placering | Poäng            | Placering        |
| ----------------------------- | ---------------------- | ----------- | ----------- | --------- | --------- | ---------------- | ---------------- |
| Sarah Bacon                   | 1 m svikt              | 257,15      | 3 Q         | —         | —         | 276,65           | 2                |
| Sarah Bacon                   | 3 m svikt              | 324,60      | 3 Q         | 294,60    | 7 Q       | 314,25           | 5                |
| Kristen Hayden                | 3 m svikt              | 302,00      | 5 Q         | 270,30    | 13        | Gick inte vidare | Gick inte vidare |
| Maggie Merriman               | 10 m plattform         | 291,90      | 9 Q         | 269,30    | 15        | Gick inte vidare | Gick inte vidare |
| Brooke Schultz                | 1 m svikt              | 246,45      | 11 Q        | —         | —         | 244,20           | 10               |
| Daryn Wright                  | 10 m plattform         | 303,45      | 7 Q         | 302,00    | 10 Q      | 277,10           | 9                |
| Kristen Hayden Brooke Schultz | Parhopp 3 m svikt      | 257,40      | 7 Q         | —         | —         | 273,90           | 7                |
| Delaney Schnell Katrina Young | Parhopp 10 m plattform | 296,28      | 2 Q         | —         | —         | 299,40           | 2                |

Mix
| Idrottare                      | Gren                   | Final  | Final     |
| Idrottare                      | Gren                   | Poäng  | Placering |
| ------------------------------ | ---------------------- | ------ | --------- |
| Kristen Hayden Quinn Henninger | Parhopp 3 m svikt      | 271,86 | 8         |
| Delaney Schnell Carson Tyler   | Parhopp 10 m plattform | 315,90 | 3         |
| Max Flory Daryn Wright         | Lag                    | 319,60 | 8         |

## Simning
Den 1 maj 2022 blev 41 simmare uttagna i USA:s VM-trupp. Den 5 maj meddelades den slutgiltiga truppen med ytterligare en simmare.
Herrar
| Idrottare                                                                                     | Gren            | Heat          | Heat          | Semifinal     | Semifinal     | Final            | Final            |
| Idrottare                                                                                     | Gren            | Tid           | Placering     | Tid           | Placering     | Tid              | Placering        |
| --------------------------------------------------------------------------------------------- | --------------- | ------------- | ------------- | ------------- | ------------- | ---------------- | ---------------- |
| Michael Andrew                                                                                | 50 m bröstsim   | 26,71         | 2 Q           | 26,73         | 2 Q           | 26,72            | 3                |
| Michael Andrew                                                                                | 100 m bröstsim  | 58,96         | 3 Q           | 59,63         | 9             | Gick inte vidare | Gick inte vidare |
| Michael Andrew                                                                                | 50 m fjärilsim  | 22,89         | 4 Q           | 22,87         | 4 Q           | 22,79            | 3                |
| Michael Andrew                                                                                | 100 m fjärilsim | 51,57         | 7 Q           | 51,28         | 8 Q           | 51,11            | 4                |
| Michael Andrew                                                                                | 50 m frisim     | 21,74         | 3 Q           | 21,80         | =5 Q          | 21,41            | 2                |
| Hunter Armstrong                                                                              | 50 m ryggsim    | 24,63         | 4 Q           | 24,16         | 2 Q           | 24,14            | 2                |
| Hunter Armstrong                                                                              | 100 m ryggsim   | 52,81         | 1 Q           | 52,37         | 3 Q           | 51,98            | 3                |
| Shaine Casas                                                                                  | 200 m ryggsim   | 1.56,66       | 1 Q           | 1.56,90       | 6 Q           | 1.55,35          | 3                |
| Charlie Clark                                                                                 | 800 m frisim    | 7.51,59       | 12            | —             | —             | Gick inte vidare | Gick inte vidare |
| Charlie Clark                                                                                 | 1 500 m frisim  | 15.00,33      | 10            | —             | —             | Gick inte vidare | Gick inte vidare |
| Brooks Curry                                                                                  | 100 m frisim    | 48,38         | 10 Q          | 47,90         | 7 Q           | 48,00            | 5                |
| Caeleb Dressel                                                                                | 50 m fjärilsim  | 22,88         | =2 Q          | 22,79         | =2 Q          | 22,57            | 1                |
| Caeleb Dressel                                                                                | 100 m fjärilsim | Startade inte | Startade inte | Startade inte | Startade inte | Startade inte    | Startade inte    |
| Caeleb Dressel                                                                                | 50 m frisim     | Startade inte | Startade inte | Startade inte | Startade inte | Startade inte    | Startade inte    |
| Caeleb Dressel                                                                                | 100 m frisim    | 47,95         | 2 Q           | Startade inte | Startade inte | Startade inte    | Startade inte    |
| Nic Fink                                                                                      | 50 m bröstsim   | 26,85         | 4 Q           | 26,74         | 3 Q           | 26,45 0NR0       | 1                |
| Nic Fink                                                                                      | 100 m bröstsim  | 58,81         | 2 Q           | 58,55         | 2 Q           | 58,65            | 3                |
| Nic Fink                                                                                      | 200 m bröstsim  | 2.10,27       | 9 Q           | 2.09,23       | 7 Q           | 2.09,05          | 5                |
| Robert Finke                                                                                  | 800 m frisim    | 7.46,36       | 6 Q           | —             | —             | 7.39,36 0AR0     | 1                |
| Robert Finke                                                                                  | 1 500 m frisim  | 14.50,71      | 3 Q           | —             | —             | 14.36,70 0AR0    | 2                |
| Carson Foster                                                                                 | 200 m medley    | 1.57,94       | 1 Q           | 1.56,44       | 2 Q           | 1.55,71          | 2                |
| Carson Foster                                                                                 | 400 m medley    | 4.09,60       | 2 Q           | —             | —             | 4.06,56          | 2                |
| Trey Freeman                                                                                  | 400 m frisim    | 3.46,12       | 7 Q           | —             | —             | 3.46,53          | 8                |
| Trenton Julian                                                                                | 200 m fjärilsim | 1.55,04       | 4 Q           | 1.56,45       | 16            | Gick inte vidare | Gick inte vidare |
| Chase Kalisz                                                                                  | 200 m medley    | 1.58,25       | 2 Q           | 1.56,76       | 4 Q           | 1.56,43          | 4                |
| Chase Kalisz                                                                                  | 400 m medley    | 4.10,32       | 3 Q           | —             | —             | 4.07,47          | 3                |
| Drew Kibler                                                                                   | 200 m frisim    | 1.46,13       | 5 Q           | 1.45,54       | 6 Q           | 1.45,01          | 4                |
| Ryan Murphy                                                                                   | 100 m ryggsim   | 53,42         | 6 Q           | 52,80         | 6 Q           | 51,97            | 2                |
| Ryan Murphy                                                                                   | 200 m ryggsim   | 1.56,96       | 3 Q           | 1.55,43       | 1 Q           | 1.54,52          | 1                |
| Justin Ress                                                                                   | 50 m ryggsim    | 24,24         | 1 Q           | 24,14         | 1 Q           | 24,12            | 1                |
| Kieran Smith                                                                                  | 200 m frisim    | 1.46,73       | 11 Q          | 1.46,06       | 8 Q           | 1.45,16          | 6                |
| Kieran Smith                                                                                  | 400 m frisim    | 3.45,70       | 5 Q           | —             | —             | 3.46,43          | 7                |
| Charlie Swanson                                                                               | 200 m bröstsim  | 2.09,36       | 3 Q           | 2.09,89       | 11            | Gick inte vidare | Gick inte vidare |
| Luca Urlando                                                                                  | 200 m fjärilsim | 1.55,94       | 7 Q           | 1.54,50       | 5 Q           | 1.54,92          | 5                |
| Hunter Armstrong* Brooks Curry Caeleb Dressel Ryan Held Justin Ress                           | 4×100 m frisim  | 3.10,80       | 1 Q           | —             | —             | 3.09,34          | 1                |
| Coby Carrozza* Carson Foster Trey Freeman* Trenton Julian Drew Kibler Kieran Smith            | 4×200 m frisim  | 7.04,39       | 1 Q           | —             | —             | 7.00,24          | 1                |
| Michael Andrew Hunter Armstrong* Brooks Curry* Nic Fink Ryan Held Trenton Julian* Ryan Murphy | 4×100 m medley  | 3.32,91       | 1 Q           | —             | —             | 3.27,79          | 2                |

Damer
| Idrottare                                                                                             | Gren            | Heat     | Heat      | Semifinal       | Semifinal       | Final            | Final            |
| Idrottare                                                                                             | Gren            | Tid      | Placering | Tid             | Placering       | Tid              | Placering        |
| --- | --------------- | -------- | --------- | --------------- | --------------- | ---------------- | ---------------- |
| Katharine Berkoff                                                                                     | 50 m ryggsim    | 27,49    | 2 Q       | 27,40           | 5 Q             | 27,39            | 2                |
| Phoebe Bacon                                                                                          | 200 m ryggsim   | 2.07,89  | 1 Q       | 2.05,93         | 1 Q             | 2.05,12          | 2                |
| Erika Brown                                                                                           | 50 m frisim     | 24,71    | 4 Q       | 24,59           | 4 Q             | 24,38            | 3                |
| Claire Curzan                                                                                         | 100 m ryggsim   | 59,09    | 3 Q       | 58,96           | 3 Q             | 58,67            | 3                |
| Claire Curzan                                                                                         | 50 m fjärilsim  | 25,93    | 5 Q       | 25,67           | 7 Q             | 25,43            | 5                |
| Claire Curzan                                                                                         | 100 m fjärilsim | 57,48    | 4 Q       | 56,93           | 3 Q             | 56,74            | 5                |
| Claire Curzan                                                                                         | 100 m frisim    | 54,28    | =11 Q     | 53,62           | 7 Q             | 53,81            | 8                |
| Kate Douglass                                                                                         | 200 m bröstsim  | 2.25,54  | 4 Q       | 2.23,79         | 4 Q             | 2.23,20          | 3                |
| Hali Flickinger                                                                                       | 200 m fjärilsim | 2.07,31  | 2 Q       | 2.05,90         | 2 Q             | 2.06,08          | 2                |
| Katie Grimes                                                                                          | 1 500 m frisim  | 15.57,05 | 3 Q       | —               | —               | 15.44,89         | 2                |
| Katie Grimes                                                                                          | 400 m medley    | 4.36,68  | 2 Q       | —               | —               | 4.32,67          | 2                |
| Leah Hayes                                                                                            | 200 m medley    | 2.09,81  | 2 Q       | 2.09,82         | 2 Q             | 2.08,91 0VRJ0    | 3                |
| Torri Huske                                                                                           | 50 m fjärilsim  | 26,10    | 10 Q      | 25,38 0AR0      | 2 Q             | 25,45            | 6                |
| Torri Huske                                                                                           | 100 m fjärilsim | 56,82    | 1 Q       | 56,29           | 1 Q             | 55,64 0NR0       | 1                |
| Torri Huske                                                                                           | 50 m frisim     | 24,91    | 8 Q       | 24,63           | 7 Q             | 24,64            | 6                |
| Torri Huske                                                                                           | 100 m frisim    | 53,72    | 3 Q       | 53,04           | 3 Q             | 52,92            | 3                |
| Lilly King                                                                                            | 50 m bröstsim   | 30,70    | =9 Q      | 30,35           | 8 Q             | 30,40            | 7                |
| Lilly King                                                                                            | 100 m bröstsim  | 1.06,65  | 7 Q       | 1.06,40         | 8 Q             | 1.06,07          | 4                |
| Lilly King                                                                                            | 200 m bröstsim  | 2.24,46  | 2 Q       | 2.22,58         | 2 Q             | 2.22,41          | 1                |
| Annie Lazor                                                                                           | 50 m bröstsim   | 30,99    | 15 Q      | 30,89           | 13              | Gick inte vidare | Gick inte vidare |
| Annie Lazor                                                                                           | 100 m bröstsim  | 1.06,33  | 3 Q       | Diskvalificerad | Diskvalificerad | Gick inte vidare | Gick inte vidare |
| Katie Ledecky                                                                                         | 400 m frisim    | 3.59,79  | 1 Q       | —               | —               | 3.58,15 0MR0     | 1                |
| Katie Ledecky                                                                                         | 800 m frisim    | 8.17,51  | 1 Q       | —               | —               | 8.08,04          | 1                |
| Katie Ledecky                                                                                         | 1 500 m frisim  | 15.47,02 | 1 Q       | —               | —               | 15.30,15         | 1                |
| Leah Smith                                                                                            | 200 m frisim    | 1.57,22  | =3 Q      | 1.56,90         | 9               | Gick inte vidare | Gick inte vidare |
| Leah Smith                                                                                            | 400 m frisim    | 4.04,43  | 5 Q       | —               | —               | 4.02,08          | 3                |
| Leah Smith                                                                                            | 800 m frisim    | 8.25,19  | 3 Q       | —               | —               | 8.20,04          | 4                |
| Regan Smith                                                                                           | 50 m ryggsim    | 27,70    | 4 Q       | 27,29           | =2 Q            | 27,47            | =5               |
| Regan Smith                                                                                           | 100 m ryggsim   | 58,31    | 1 Q       | 57,65           | 1 Q             | 58,22            | 1                |
| Regan Smith                                                                                           | 200 m fjärilsim | 2.09,02  | 5 Q       | 2.07,13         | 3 Q             | 2.06,79          | 4                |
| Alex Walsh                                                                                            | 200 m medley    | 2.09,41  | 1 Q       | 2.08,74         | 1 Q             | 2.07,13          | 1                |
| Claire Weinstein                                                                                      | 200 m frisim    | 1.58,76  | 15 Q      | 1.56,94         | 10              | Gick inte vidare | Gick inte vidare |
| Emma Weyant                                                                                           | 400 m medley    | 4.38,52  | 3 Q       | —               | —               | 4.36,00          | 3                |
| Rhyan White                                                                                           | 200 m ryggsim   | 2.09,12  | 4 Q       | 2.07,04         | 3 Q             | 2.06,96          | 3                |
| Erika Brown Mallory Comerford* Claire Curzan Kate Douglass Natalie Hinds* Torri Huske                 | 4×100 m frisim  | 3.35,23  | 2 Q       | —               | —               | 3.32,58          | 3                |
| Hali Flickinger* Katie Ledecky Bella Sims Leah Smith Alex Walsh* Claire Weinstein                     | 4×200 m frisim  | 7.49,25  | 3 Q       | —               | —               | 7.41,45 0MR0     | 1                |
| Erika Brown* Claire Curzan Lilly King Natalie Hinds* Torri Huske Regan Smith Alex Walsh* Rhyan White* | 4×100 m medley  | 4.00,06  | 7 Q       | —               | —               | 3.53,78          | 1                |

Mix
| Idrottare                                                                                                 | Gren           | Heat    | Heat      | Final   | Final     |
| Idrottare                                                                                                 | Gren           | Tid     | Placering | Tid     | Placering |
| --- | -------------- | ------- | --------- | ------- | --------- |
| Erika Brown* Brooks Curry Claire Curzan Kate Douglass* Ryan Held Torri Huske Drew Kibler*                 | 4×100 m frisim | 3.24,48 | 1 Q       | 3.21,09 | 3         |
| Michael Andrew* Hunter Armstrong Erika Brown* Claire Curzan Nic Fink Torri Huske Lilly King* Ryan Murphy* | 4×100 m medley | 3.43,16 | 1 Q       | 3.38,79 | 1         |

 Förklaring: (*) = Simmare som endast deltog i försöken.

## Vattenpolo
USA:s damlandslag tog guld medan herrlandslaget slutade på sjätte plats.

## Öppet vatten-simning
Den 28 maj 2022 blev nio öppet vatten-simmare uttagna i USA:s trupp.
Herrar
| Idrottare       | Gren  | Tid        | Placering |
| --------------- | ----- | ---------- | --------- |
| Brennan Gravley | 5 km  | 54.28,40   | =10       |
| Brennan Gravley | 10 km | 1:53.43,40 | 12        |
| Dylan Gravley   | 10 km | 1:53.45,80 | 13        |
| Simon Lamar     | 5 km  | 56.21,70   | 15        |
| Simon Lamar     | 25 km | 5:06.15,30 | 12        |
| Joey Tepper     | 25 km | 0DNF0      | 0DNF0     |

Damer
| Idrottare      | Gren  | Tid        | Placering |
| -------------- | ----- | ---------- | --------- |
| Anna Auld      | 5 km  | 1:00.57,20 | 20        |
| Anna Auld      | 25 km | 5:26.25,60 | 7         |
| Mariah Denigan | 10 km | 2:02.54,10 | 15        |
| Katie Grimes   | 10 km | 2:02.37,20 | 5         |
| Kensey McMahon | 25 km | 5:30.19,10 | 10        |
| Summer Smith   | 5 km  | 1:00.02,20 | 12        |

Mix
| Idrottare                                               | Gren | Tid        | Placering |
| ------------------------------------------------------- | ---- | ---------- | --------- |
| Charlie Clark Mariah Denigan Brennan Gravley Bella Sims | Lag  | 1:05.50,50 | 7         |